# Оболсуново (станция)
Оболсуново — железнодорожная станция Ярославского региона Северной железной дороги, расположена в селе Оболсуново Тейковского района Ивановской области.
Имеет одну боковую низкую кривую платформу. Рядом с платформой расположено здание станции. Является промежуточной для пригородных поездов Иваново — Юрьев-Польский (1 пара в день) и Иваново — Александров (1 пара в день). Среднее время движения от/до Иванова составляет 35 минут. Оборудование турникетами не проводилось.
Неподалёку от станции и села расположен санаторий «Оболсуново».